# Spettro continuo

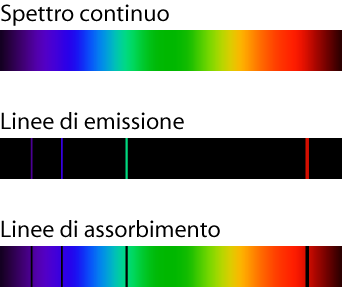
Esempio di spettro continuo in confronto a spettri con linee spettrali di assorbimento e di emissione.

In fisica uno spettro continuo è un insieme di valori rappresentanti una qualche grandezza fisica (ad esempio energia o una lunghezza d'onda) descritto da un intervallo di numeri reali.
Gli spettri di emissione continui si ottengono facendo passare la radiazione emessa da un solido o da un liquido incandescenti, oppure da un gas denso riscaldato, attraverso una fenditura e scomponendola con un prisma. In uno spettro di emissione continuo sono presenti tutte le frequenze dello spettro elettromagnetico, senza soluzione di continuità. Le caratteristiche dello spettro dipendono dalla temperatura del corpo: a basse temperature sono più intense le radiazioni a minor frequenza, ad elevate temperature sono più intense le radiazioni a maggior frequenza. La radiazione che predomina per intensità determina il colore della luce emessa dalla sorgente incandescente: per questo, quando un oggetto metallico viene riscaldato sulla fiamma, il suo colore varia dal rosso al bianco-azzurro in relazione alla temperatura raggiunta.